# Luca Sterbini
Luca Sterbini (Palestrina, 12 november 1992) is een Italiaans wielrenner die anno 2016 rijdt voor Bardiani CSF. Zijn jongere broer Simone is ook wielrenner.

## Belangrijkste overwinningen
2010
 Italiaans kampioen tijdrijden, Junioren

## Resultaten in voornaamste wedstrijden
| Jaar | Ronde van Italië | Ronde van Frankrijk | Ronde van Spanje |
| ---- | ---------------- | ------------------- | ---------------- |
| 2016 |                  |                     |                  |

| Jaar | Amstel Gold Race | Gent-Wevelgem |
| ---- | ---------------- | ------------- |
| 2016 | opgave           | opgave        |

## Ploegen
- 2013 –  Vini Fantini-Selle Italia (stagiair vanaf 1-8)
- 2015 –  Bardiani CSF
- 2016 –  Bardiani CSF

Andreetta · Barbin · Battaglin · Boem · Bongiorno · Chirico · Colbrelli · Manfredi · Piechele · Pirazzi · Ruffoni · Simion · L.Sterbini · S.Sterbini · Tonelli · Zardini
Andreetta · Barbin · Boem · Bongiorno · Chirico · Ciccone · Colbrelli · Maestri · Pirazzi · Rota · Ruffoni · Simion · L.Sterbini · S.Sterbini · Tonelli · Velasco · Zardini